# Jean Lhermitte

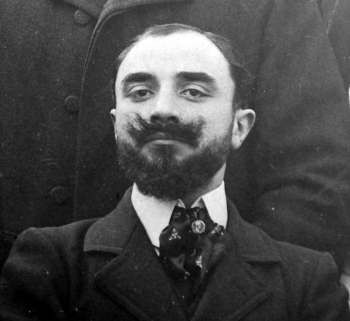
Jean Lhermitte

Jacques Jean Lhermitte (ur. 20 stycznia 1877 w Mont-Saint-Père, zm. 24 stycznia 1959) – francuski lekarz neurolog i psychiatra. 

## Życiorys
Jego ojcem był malarz Léon Augustin Lhermitte. Uczył się w Saint-Étienne i wyjechał na studia medyczne do Paryża; studia ukończył w 1907 roku. Specjalizował się w neurologii. W 1908 został Chef-de-clinique (rezydentem), Chef de laboratoire w 1910 i professeur agrégé z psychiatrii w 1922.
W 1922 roku opisał chorych z omamami wzrokowymi, które przedstawiały małych ludzi (liliputów) lub zwierzęta wykonujące różne czynności. U tych chorych charakterystyczną rzeczą była postępująca zmiana nastawienia do objawów. Lhermitte sądził, że objawy spowodowane były uszkodzeniem okolicy szypułkowej śródmózgowia. Od jego nazwiska powstała nazwa tego zespołu objawów - zespół pedunkularny Lhermitte’a (halucynacje szypułkowe). Obecnie wykazano, że tego typu obraz zaburzeń może występować również przy innych lokalizacjach uszkodzeń. Od jego nazwiska pochodzi również nazwa rzadkiego guza móżdżku (choroba Lhermitte’a-Duclos). Honoruje go również nazwa objawu neurologicznego (objaw Lhermitte’a).

## Wybrane prace
- Techniques anatomo-pathologiques du système nerveux. Paris, 1914
- Psycho-névroses de guerre. Paris, 1916
- Les blessures de la moelle épinière. Paris, 1917
- La section totale de la moelle épinière. Paris, 1918
- Les fondements biologiques de la psychologie. Paris, 1925
- Les hallucinations: clinique et physiopathologie. Paris, 1951